# Магматична комора

11 — магматична комора

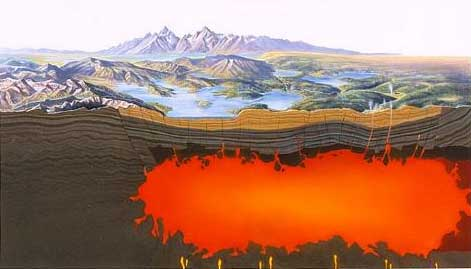
Художнє бачення магматичної комори гарячої точки у кальдері під Єллоустонським національним парком.

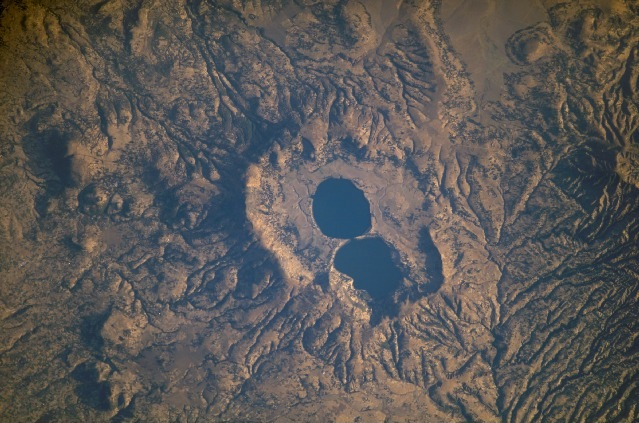
Колишня магматична комора: Денді-Кальдера, Ефіопія

Вулканічна, або магматична комора (також магматична камера) — це великий підземний резервуар, заповнений розплавленими до рідкої маси гірськими породами. Розтоплені породи у такій коморі перебувають під значним тиском, і з плином часу такий тиск може поступово розколювати тверді породи, що виконують роль стінок цієї комори, тим самим звільняючи шлях для магми. Якщо магма в такий спосіб проб'ється до поверхні, результатом стане вулканічне виверження; отже, чимало вулканів розташовані над магматичними коморами. Вулканічні комори досить важко виявити, а тому найбільше відомих на даний час комор розташовані близько до поверхні Землі, зазвичай на відстані від 1 до 10 км від поверхні. Із суто людської точки зору це дуже велика відстань, однак із геологічної позиції така глибина є надзвичайно малою.

## Динаміка вулканічних комор
Магма піднімається вгору по тріщинах у земній корі, оскільки вона є не такою густою та стабільною, як породи, що її оточують. Якщо магма не може знайти чи пробити собі шлях угору, вона затримується та накопичується, формуючи таким чином магматичну комору. Чим більше магми тисне на цю комору знизу, тим більшим стає тиск всередині неї.
Якщо магма перебуває у такій коморі достатньо довго, вона може стратифікуватися, при чому компоненти із меншою густиною піднімуться вгору, а щільніші матеріали опустяться глибше. Магма також може також почати застигати, в процесі чого компоненти із вищими точками плавлення, такі як олівін, викристалізуються із загального розчину, особливо поблизу холодніших стінок комори, формуючи густіші скупчення мінералів, які з плином часу тонуть у гарячій рідині. Таким чином, будь-яке подальше виверження магми на поверхню зможе утворити нашарування чітко відокремлених відкладень. Наприклад, до відкладень, що утворились після виверження Везувія у 79 році, належить товстий шар білої пемзи, що походить із верхньої частини магматичної комори, а також подібний шар сірої пемзи, який утворився із матеріалу, що був вивержений дещо пізніше — вже із нижньої частини магматичної комори.
Іншим наслідком охолодження магматичної комори є те, що речовина під час переходу із розрідженого стану в твердий кристалічний, вивільнятиме гази (переважно випари), що були раніше розчинені у рідкій магмі; а це, в свою чергу, спричинить додаткове підвищення тиску всередині вулканічної комори, що може, в подальшому, спровокувати виверження. Окрім того, усунення із магматичної суміші компонентів з низькою точкою плавлення, зроблять магму більш в'язкою (внаслідок підвищення концентрації силікатів). А тому стратифікація у магматичній коморі може спричинитися до збільшення кількості газу всередині самої суміші ближче до верху комори, а також підвищення в'язкості магми; а це потенційно може призвести до набагато більш руйнівного, вибухового виверження, аніж якби магма всередині вулканічної комори не стратифікувалася.
Якщо магма не проб'ється до поверхні шляхом вулканічного виверження, вона буде повільно вистигати та кристалізуватися, в результаті чого з часом утвориться великий пласт інтрузивної магматичної гірської породи, що складається із граніту чи габро (див. також плутон).
Часто буває так, що вулкан має дуже глибоку магматичну комору багато кілометрів під землею, яка постачає магму у набагато меншу комору, розташовану вище, ближче до поверхні. Розміщення таких комор може бути визначене за допомогою сейсмології: сейсмічні хвилі від землетрусів рухаються повільніше крізь розріджену породу, ніж через тверду, що дозволяє виконати вимірювання, здатні чітко визначити регіони повільного проходження сейсмічних хвиль, які й є ідентифікаторами присутності магматичних комор.
При виверженні вулкана, магматична комора порожніє, а гірські породи навколо неї починають провалюватися досередини. Якщо відбудеться виверження значної кількості магми, то комора значно зменшиться за рахунок просідання порід, що тиснуть зверху. Наслідком такого явища стане утворення западини на поверхні, яка називається «кальдерою» вулкана.

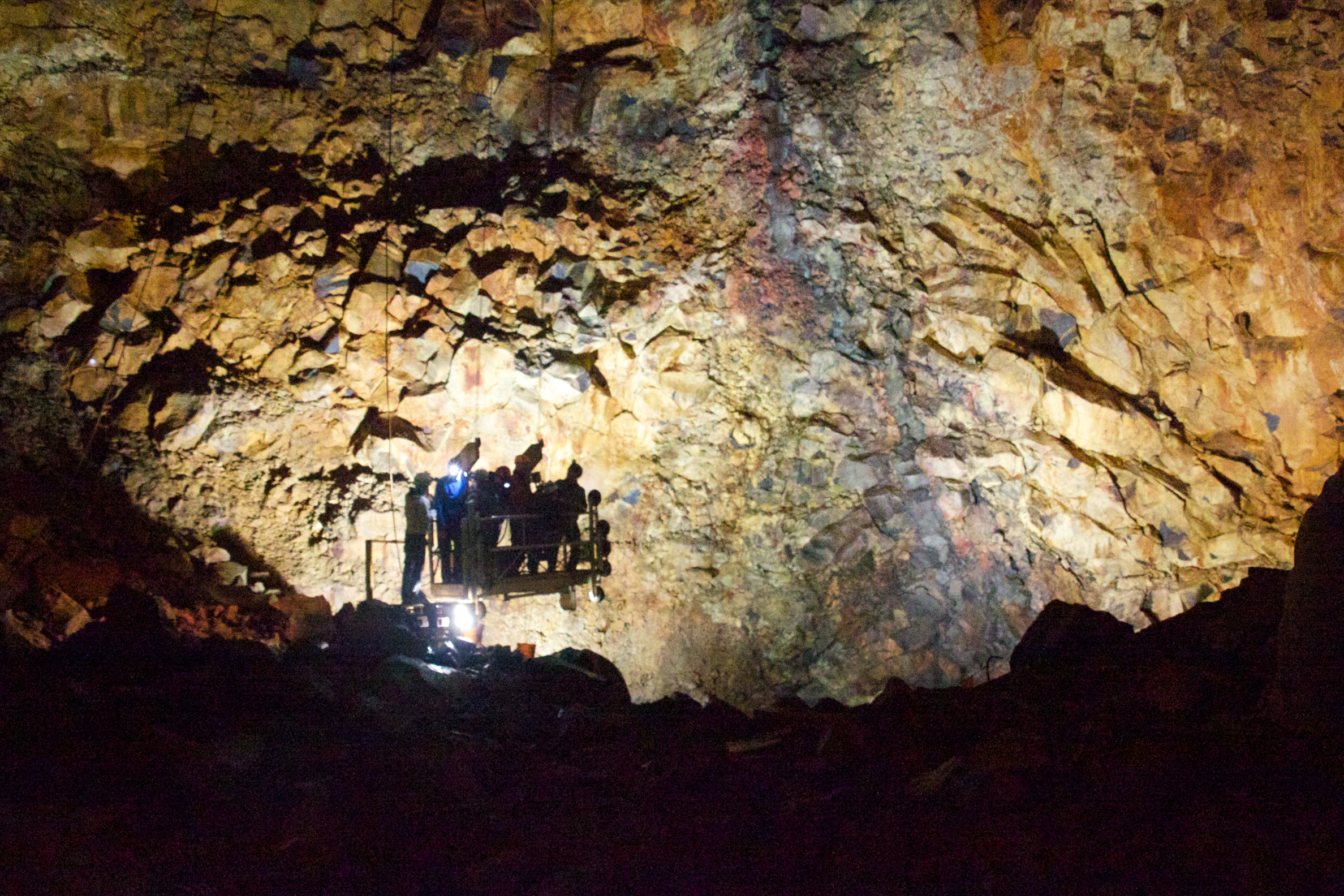
Спорожніла магматична комора вулкану

## Цікавинки
У 2006 році на Гаваях група робітників, що проводили буріння в пошуку термальних джерел енергії, випадково потрапили на активну магматичну комору на глибині близько 2.5 км. Магма піднялася по буровому отвору на кілька метрів вгору, після чого зупинилася і згодом охолола й затверділа. Таким чином науковці вперше отримали змогу дослідити активну магматичну комору безпосередньо.